# Іст-Норвіджен Тауншип (округ Скайлкілл, Пенсільванія)
Іст-Норвіджен Тауншип (англ. East Norwegian Township) — селище (англ. township) в США, в окрузі Скайлкілл штату Пенсільванія. Населення — 863 особи (2010).

## Демографія
Згідно з переписом 2010 року, у селищі мешкали 863 особи в 379 домогосподарствах у складі 258 родин. Було 409 помешкань
Расовий склад населення:
| - 99,1 % — білих - 0,5 % — азіатів |

До двох чи більше рас належало 0,3 %. Частка іспаномовних становила 0,1 % від усіх жителів.
За віковим діапазоном населення розподілялося таким чином: 16,7 % — особи молодші 18 років, 64,1 % — особи у віці 18—64 років, 19,2 % — особи у віці 65 років та старші. Медіана віку мешканця становила 45,8 року. На 100 осіб жіночої статі у селищі припадало 97,5 чоловіків;  на 100 жінок у віці від 18 років та старших — 99,7 чоловіків також старших 18 років.
Середній дохід на одне домашнє господарство  становив 61 719 доларів США (медіана — 55 227), а середній дохід на одну сім'ю — 70 651 долар (медіана — 65 000). Медіана доходів становила 52 768 доларів для чоловіків та 32 500 доларів для жінок. За межею бідності перебувало 9,5 % осіб, у тому числі 18,7 % дітей у віці до 18 років та 5,1 % осіб у віці 65 років та старших.
Цивільне працевлаштоване населення становило 435 осіб. Основні галузі зайнятості: освіта, охорона здоров'я та соціальна допомога — 26,0 %, виробництво — 18,6 %, роздрібна торгівля — 11,3 %, будівництво — 8,7 %.